# La Torrassa dels Moros
La Torrassa dels Moros, o la Torrota, és una torre romànica, declarada bé cultural d'interès nacional, del municipi de Castellcir, a la comarca del Moianès.
És a la riba dreta de la Riera de Castellcir uns 600 metres al nord de Ca l'Antoja i un quilòmetre al sud-oest del Castell de Castellcir.
Es tracta d'una torre rodona esfondrada de la qual només aproximadament un quart de cercle. El diàmetre original del conjunt és d'un 8 i 9 metres, i el gruix dels murs, uns 2 metres, que es devien anar reduint a mesura que s'alçava la torre. Al peu de la torre hi ha restes d'un mur que pot pertànyer a un cert clos a l'entorn de la torre. El recinte fa uns 22 metres de llarg per uns 17 d'ample. La torre devia fer uns 14 metres d'alçada, dels quals se'n conserven 4,5.
Segons algunes conjectures, podria tractar-se del Castell del Tenes al qual substituí el Castell de Castellcir, però també és plausible que aquest altre castell siguin les ruïnes que es coneixen amb el nom de Turó de Vilacís o, simplement, Vilacís, tot i que aquestes semblen correspondre a la capella de Sant Miquel d'Argelaguer. Segons les fitxes de Patrimoni de la Generalitat de Catalunya, es tracta d'una torre d'enllaç entre els dos castells, el del Tenes i el de Castellcir.

## Història
Segons els Castells Catalans, la funció d'aquesta torre era la de defensar la boca d'una mina que comunicava amb el castell.
La documentació esmenta, als anys 923 i 1020, el "castrum de Tenis" o de "Tennes", com a centre del terme o jurisdicció que més tard tindria el castell de Castellcir. Del 1014 en endavant, aquest terme desapareix i surt en el seu lloc el de Castellcirvio i Castrocirvi.

## Llegendes
S'han recollit diverses llegendes sobre el Castell de Castellcir. Una d'elles narra que l'edifici feudal tenia una sortida subterrània que donava pas a un altre indret uns quilòmetres enllà, on hi havia una gran torre. Aquesta era coneguda amb el nom de la Torrassa (la Torrassa dels Moros), i pertanyia als comtes de Llar. La gent, plena de curiositat, més d'un cop s'hi havia ficat a dins, però el fort vent apagava les torxes. Van passar molts anys, i els pagesos van tapar el forat: sempre s'hi perdien xais i porcs. La llegenda diu que a la Torrassa hi ha un xai d'or enterrat, que, per descomptat, no ha estat mai trobat.

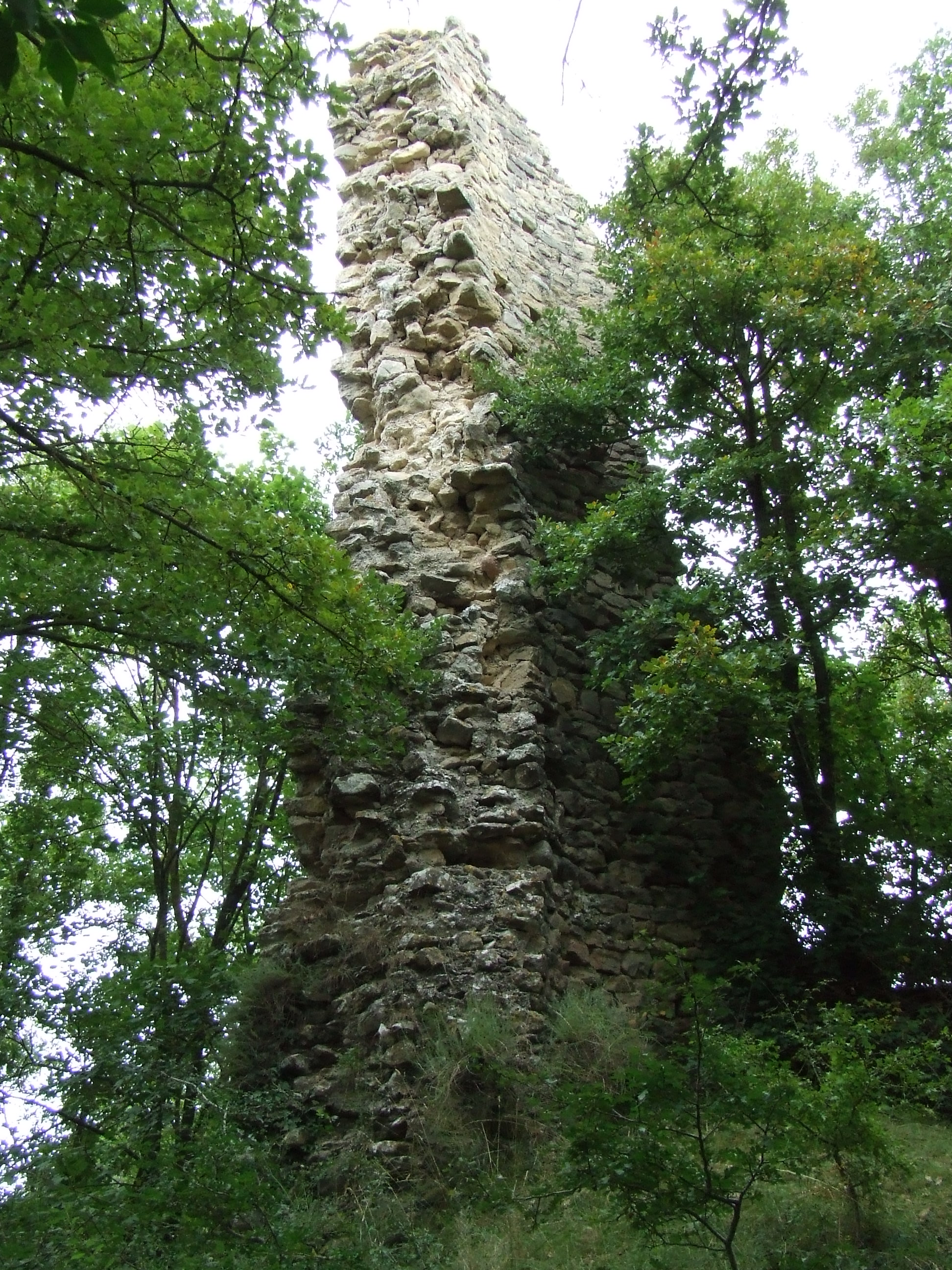
La Torrassa, des del costat de migdia
Ubicació de La Torrassa dels Moros, respecte del terme de Castellcir